# Nekkudim
Nekkudim oder Nekudim ist ein Begriff aus der Kabbala. Er bezeichnet eine Phase innerhalb des göttlichen Schöpfungsprozesses, in der einzelne, voneinander unabhängige  Punkte (hebr. Nekkudim) übereinander angeordnet waren. Diese Punkte zeichneten sich durch Unabhängigkeit und Egoismus aus. Zu einem späteren Zeitpunkt wurde die Welt der Nekkudim zerstört, worauf die einzelnen Punkte im Universum verstreut wurden und sich physisch erkennbar materialisierten.
In der hebräischen Sprachwissenschaft werden die verwandten Begriffe Nikud und Nekkudot verwendet.